# Златна Панега (река)
Златна Панега или Панега (антично име Панакс, старо име до 1937 г. Алтън Панега), е река в България, област Ловеч – общини Ябланица и Луковит и област Плевен – община Червен бряг, десен приток на река Искър. Дължината ѝ е 50,3 km, която ѝ отрежда 85-о място сред реките на България.

## Описание
Река Златна Панега води началото си от най-големия в България карстов извор „Глава Панега“ (4000 l/s), разположен в югоизточната част на село Златна Панега, на 188 m н.в. Тече в северна посока, като преди град Луковит образува живописен пролом. При село Радомирци завива на северозапад и се влива отдясно в река Искър, на 94 m н.в., на 850 m северозападно от крайните квартали на град Червен бряг.
Площта на водосборния басейн на реката е сравнително малък – 350 km2, което представлява 4,0% от водосборния басейн на река Искър. Река Златна Панега отводнява най-северозападните части на Ловешка област.
Основни притоци: → ляв приток, ← десен приток
- ← Бреснишки дол
- → Батулска река
- ← Дъбенска река
- → Белянска река
- ← Крушов дол

Средногодишният отток на реката при село Петревене е 4 m3/s, като максимумът е през месец май, а минимумът – октомври-ноември.
По течението на реката са разположени 2 града и 5 села:
- Област Ловеч
- Община Ябланица – Златна Панега;
- Община Луковит – Румянцево, Петревене и град Луковит;

- Област Плевен
- Община Червен бряг – Радомирци, Рупци и град Червен бряг.

Голяма част от водите на реката се използват за промишлено водоснабдяване, малка част, главно в долното течение – за напояване. Производство на електроенергия – ВЕЦ „Луковит“
По долината на реката от извора ѝ до село Радомирци, на протежение от 19,8 км преминава първокласен път път № 3 от Държавната пътна мрежа Ботевград – Плевен – Бяла.
По цялото протежение на реката от Златна Панега до Червен бряг преминава трасето на жп линията Червен бряг – Златна Панега.

## Етимология
Името се среща в средновековието като Πάναξ. Производно е на по-старото *Панек, *Паник, което идва от тракийското *panik(a), „река“. Краесловното -а е член от мъжки род. Сравними са Панега, река в Драмско, Панека над Павелско и Πάνυσσος, тракийското име на Камчия. Името е от индоевропейския корен *pan - „блато“, „тиня“.

## Други
На Панега е наречена улица в квартал „Триъгълника-Надежда“ в София (Карта).

## Топографска карта
- Лист от карта K-35-25. Мащаб: 1 : 100 000.